# Ниренберг, Уильям
Уильям «Билл» Ниренберг (англ. William (Bill) A. (Aaron) Nierenberg; 13 февраля 1919, Нью-Йорк — 10 сентября 2000, Ла-Хойя, Калифорния) — американский физик-теоретик и океанограф.
Член Национальных Академии наук (1971) и Инженерной академии США, а также Американского философского общества, доктор философии (1947), эмерит-профессор и эмерит-директор Scripps Institution of Oceanography (SIO) Калифорнийского университета в Сан-Диего, директор SIO в 1965—1986 годах. Перед тем в 1950—1965 годах преподавал в Калифорнийском университете в Беркли, профессор.
В 1960-1962 годах помощник генсека НАТО по научным вопросам.
Отмечен премией Уильяма Проктера (1977) и медалью НАСА «За выдающуюся общественную службу» (1982).

## Биография
Окончил Городской колледж Нью-Йорка (бакалавр физики, 1939; год провёл в Парижском университете). В Колумбийском университете, где изучал физику под началом И. А. Раби, нобелевского лауреата 1944 года, получил степени магистра (1942) и доктора философии (1947). В 1942-1945 годах участник Манхэттенского проекта.
Около двух лет преподавал в Мичиганском университете, состоял там ассистент-профессором. С 1950 по 1965 год ассоциированный и полный профессор Калифорнийского университета в Беркли.
В 1960-1962 годах помощник генсека НАТО по научным вопросам, сменил в этом качестве Ф. Зейтца, который и рекомендовал его своим преемником.
В 1965—1986 годах директор Scripps Institution of Oceanography, с которым оставался затем тесно связан до конца своих дней.
Подготовил более 40 докторантов.
В 1972-1977 годах председатель NACOA.
Член Национального научного совета (1972—1978, 1982—1988).
В 1981-1982 годах президент Sigma Xi.
Член JASON.
Член Совета НАН США (1979—1982).
Попечитель Океанического общества.
Автор биографии Харальда Свердрупа (1996), вызывавшего у него восхищение.
Женился в 1941 году, дочь и сын. Умер у себя дома от рака.
В его честь учреждена премия Ниренберга.